# (36162) 1999 RX221
1999 RX221 (asteroide 36162) é um asteroide da cintura principal. Possui uma excentricidade de 0.10219230 e uma inclinação de 11.70935º.
Este asteroide foi descoberto no dia 6 de setembro de 1999 por CSS em Catalina.